# ORP Wicher (destroyer, 1928)
Pour les autres navires du même nom, voir ORP Wicher.
L'ORP Wicher est un contre-torpilleur de la marine polonaise de classe Wicher (navire de tête de sa classe) ayant participé à la Seconde Guerre mondiale.

## Histoire

### Entre-deux-guerres
Le navire est construit chez les Chantiers navals français à Blainville-sur-Orne, près de Caen. Il est identique aux torpilleurs d'escadre de la classe Bourrasque à l'exception du cul, aménagé pour mouiller des mines et non pour larguer des grenades sous-marines. La construction dura quatre ans, soit près de deux de plus que prévu initialement. Les turbines à vapeur sont construites par les Ateliers et chantiers de la Loire à Saint-Nazaire, tandis que l'artillerie est monté dans le port militaire de Cherbourg. Le navire est lancé le 10 juillet 1928 et mis en service par la marine polonaise dans le port de Cherbourg (Cherbourg-en-Cotentin depuis 2016) près de deux ans plus tard, le 8 juillet 1930.
Ce nouveau bâtiment est nommée ORP Witcher. 
Une semaine plus tard, il arrive à Gdynia sous le commandement du capitaine de corvette Tadeusz Morgenstern-Podjazd (en) et devient le premier navire moderne des forces navales polonaises. Son sister ship, le Burza, est mis sur cale en même temps et lancé deux ans plus tard, soit environ quatre ans après l'échéance prévue.
Durant l'entre-deux-guerres le Wicher rempli divers rôles, principalement politiques. Par exemple, le 15 juin 1932, lors de la crise de Dantzig de 1932 (en), il est envoyé au port de la ville libre de Dantzig (aujourd'hui Gdańsk) pour rencontrer deux destroyers britanniques entrant dans le port et souligner l'influence politique polonaise dans cette ville. En mars 1931, il navigue jusqu'à Madère avec à son bord le maréchal de Pologne Józef Piłsudski et sa famille. Il s'agit du plus grand voyage du Wicher depuis la Pologne.
Il escale également Stockholm en août 1932, Leningrad en juillet 1934, Kiel en juin 1935 et Helsinki et Tallinn le mois suivant. En 1937, alors qu'il sert de navire-école, il visite les villes de Pärnu, Narva, Vyborg, Turku, Mariehamn, Nexø, Skagen, Assens et Helsingor, ainsi que Tallinn et Riga.

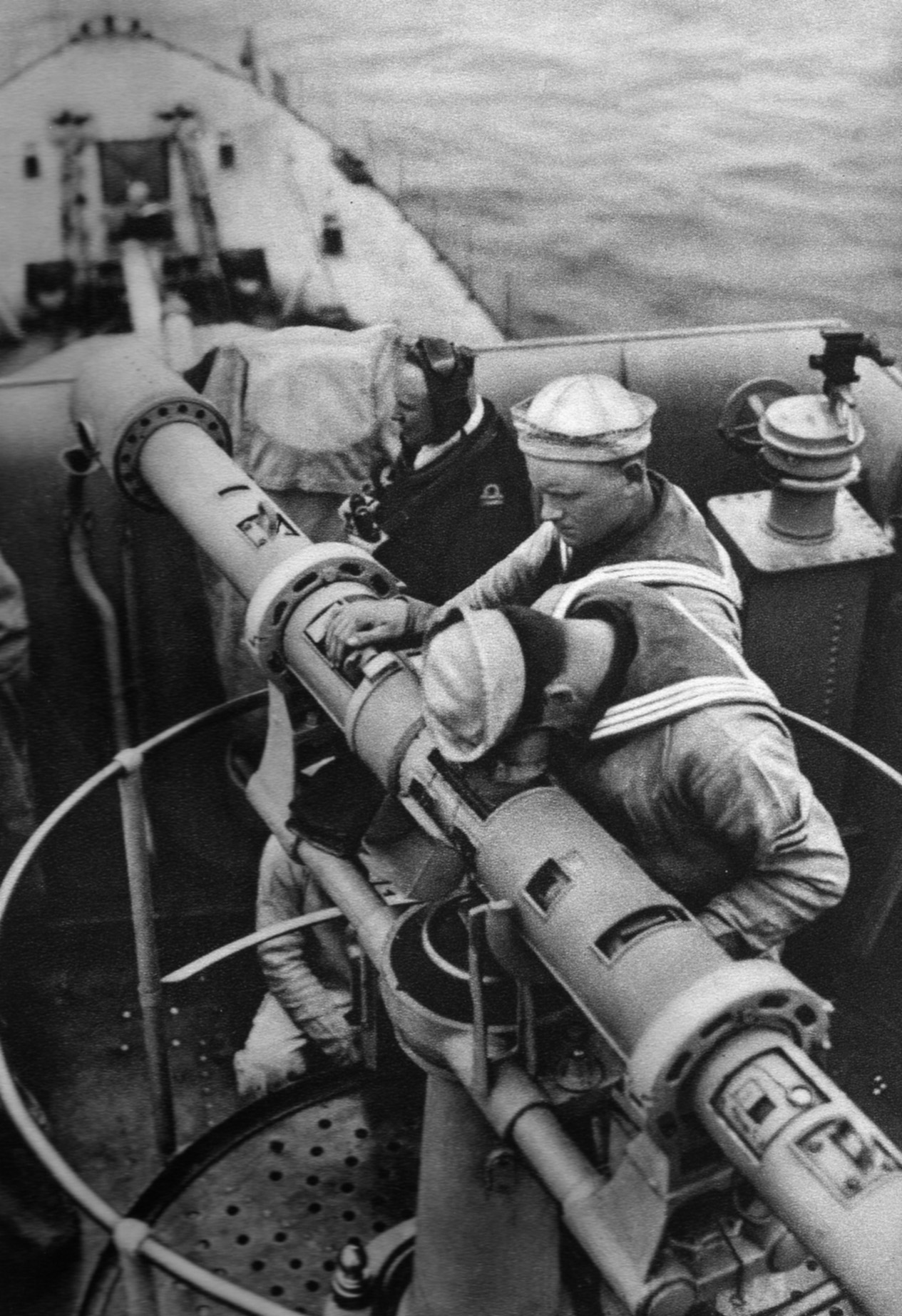
Télémètre du Wicher.

À la fin des années 1930, un rapport conclut à un armement insuffisant. Son artillerie d'origine française avait une faible cadence de tir et le navire avait des  moyens anti-aériens insuffisante contre les bombardements d'avions. Pour résoudre le problème, à l'automne 1935 deux mitrailleuses doubles Hotchkiss de 13,2 mm sont ajoutées.
Le 18 mars 1939i, le navire, ainsi que l'ensemble de la « Flottille de contre-torpilles », est mis en alerte en raison de la crise de Memel. L'alerte est annulée une semaine plus tard et les croisières d'entraînement sont interrompues. Dans le même temps, la plupart des navires de surface polonais étaient prêts à être retirés dans les ports britanniques lors de l'opération Pékin. Les Wicher et Gryf sont les seuls grands navires laissés au port de Gdynia pour la protection de la côte polonaise.

### Seconde Guerre mondiale

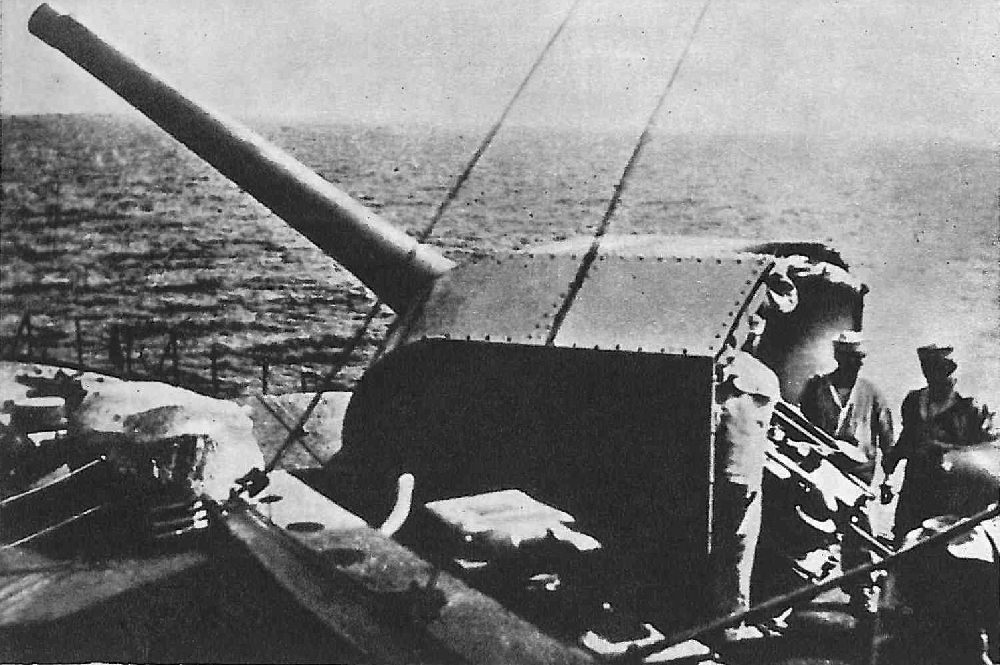
L'uns pièces de 130mm du Wicher.

Après l'invasion de la Pologne le 1er septembre 1939, le navire repousse un bombardement à Gdynia, puis s'embarque pour la base navale de Hel, pour l'opération Rurka, une tentative de mouillage de mines aux entrées de baie de Gdańsk. Le Wicher devait protéger l'opération, menée par le Gryf, un mouilleur de mines, du côté du port allemand de Pillau, assisté de six dragueurs de mines et de deux canonnières. Après avoir embarqué des mines marines depuis un dépôt flottant, Gryf et sa flottille naviguent vers la péninsule de Hel.
En route, le Wicher est attaqué par une escadrille de 33 bombardiers en piqué Ju 87B de la Luftwaffe, causant des dommages mineurs et tuant son commandant. Dans ce qui deviendra connu comme la bataille de la baie de Gdańsk, le Wicher n'est pas touché directement, mais les avions allemands le touchent de  plusieurs coups rapprochés, causant des dégâts sur le pont et sur la coque à plusieurs endroits. Après avoir atteint le port de Hel à 18 h 45, le Wicher navigue vers la zone d'opérations, arrivant vers 22 h. Son commandant, Stefan de Walden, ne savait pas que l'opération avait été annulée et protégeait en fait la baie vide et non la flottille polonaise, qui était mouillée à Hel.
Peu de temps après son arrivée, le Wicher aperçoit deux destroyers allemands. L'équipage décide de ne pas ouvrir le feu car ne voulant pas attirer l'attention sur les unités polonaises qui devaient opérer dans la baie de Gdańsk. Plus tard dans la nuit, il aperçoit également un croiseur de la classe Leipzig. Vers 1 h le 2 septembre, le Wicher retourne à Hel et découvre que l'opération avait été annulée.
Le matin du 3 septembre 1939, alors qu'ils sont amarrés dans un port, les Gryf et le Wicher sont attaqués par deux destroyers allemands, le Z1 Leberecht Maass et le Z9 Wolfgang Zenker, tirant à une distance de neuf nautiques. Des navires de guerre polonais et une batterie côtière repoussent l'attaque, le Gryf marquant deux coups au but. L'escadre allemande émit ensuite un écran de fumée et se replia.

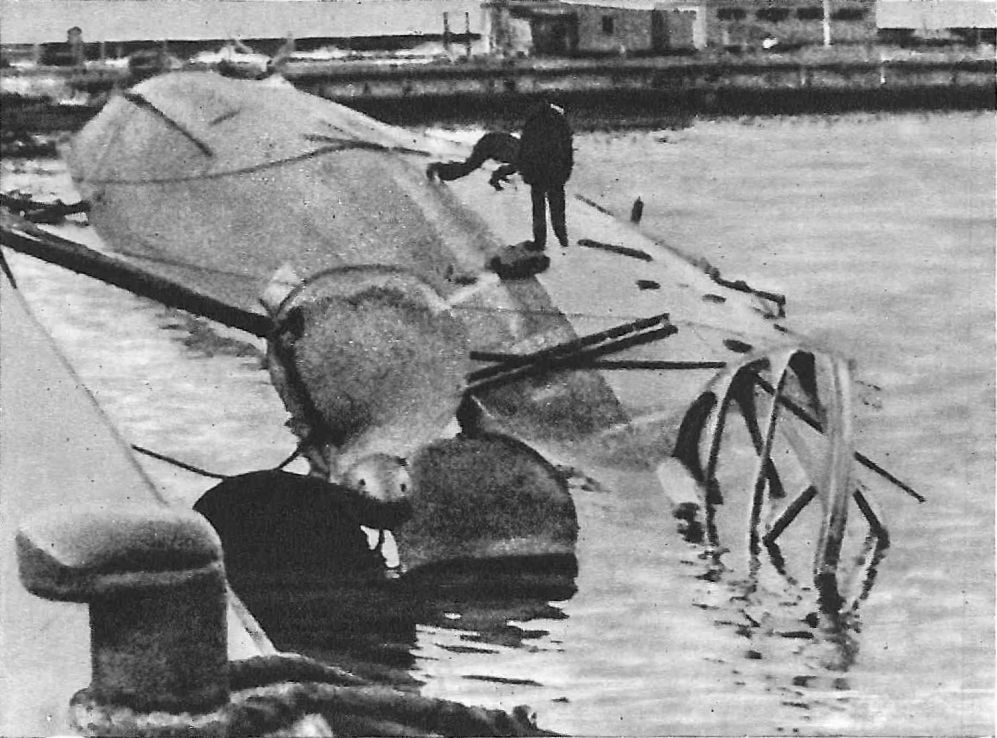
L'épave du Wicher dans le port.

Plus tard dans la journée, le Wicher, toujours dans le port, repousse deux raids aériens. Cependant, lors de la troisième attaque vers 15 h, il est attaqué par deux groupes d'avions allemands, marquant quatre coups au but. Deux bombes le touchent à son milieu, l'une touche la plage avant et l'autre atteint sa coque à plusieurs endroits sur son tribord. Le Wicher commence à couler et son équipage parvient à rejoindre la terre ferme, d'où ils rejoindront la défense terrestre de la Poméranie. Un marin est tué et 22 blessés dans l'attaque aérienne.
Après la fin des hostilités, en novembre 1939, les Allemands renflouent l'épave et la remorquent en eaux peu profondes. Selon les objectifs allemands, l'épave devait être renflouée, réparée et remis en service dans la Kriegsmarine sous le nom de Seerose. Cependant, ces plans n’aboutiront jamais.
L'épave du Wicher survit à la Seconde Guerre mondiale. En 1946, l'épave est de nouveau renflouée et remorquée au large jusqu'à la région de Jastarnia. C'est dans cette zone qu'elle sert de navire cible pour les exercices de bombardement aérien jusqu'en 1955. En 1963, l'épave est envoyée à la démolition. La partie restante, située à la position approximative 54° 40′ N, 18° 32′ E, se compose d'un quart de la coque, de deux cheminées et du safran du gouvernail.